# Dasygrammitis seramensis
Dasygrammitis seramensis är en stensöteväxtart som beskrevs av Barbara S. Parris. Dasygrammitis seramensis ingår i släktet Dasygrammitis och familjen Polypodiaceae. Inga underarter finns listade.